# Thấy (phim truyền hình)
See (tạm dịch "Thấy") là một series phim truyền hình khoa học viễn tưởng Mỹ, lấy bối cảnh tương lai hậu tận thế, được sản xuất và phát sóng độc quyền trên hệ thống Apple TV Plus (nền tảng chiếu phim của Apple). See được viết bởi nhà biên kịch Steven Knight và đạo diễn của bộ phim là Francis Lawrence. Hợp tác sản xuất bao gồm Knight, Lawrence, Peter Chernin, Jenno Topping và Kristen Campo. Nhà soạn nhạc cho bộ phim là Bear McCreary.
Phim trường của bộ phim được quay tại British Columbia, Canada. Trong khi các địa danh trong phim như "Alkenny" và thủ đô "Kanzua" được lấy thực tế từ các địa danh có thật là Allegheny, đập thủy điện Kinzua - nằm tại phía tây Pennsylvania, Mỹ. See được lên sóng mùa 1 với 8 tập vào ngày 1 tháng 11 năm 2019 trên Apple TV +.  Quá trình quay phần 2 kết thúc vào ngày 18 tháng 3 năm 2021, và công chiếu vào ngày 27 tháng 8 năm 2021. Bộ phim đã chính thức lên sóng mùa 3 vào ngày 26/8/2022.
| Tập | Mùa 1                  | Mùa 2                    | Mùa 3                      |
| --- | ---------------------- | ------------------------ | -------------------------- |
| 1   | Godflame               | Brothers and Sisters     | Heavy Hangs the Head       |
| 2   | Message in a Bottle    | Forever                  | Watch Out for Wolves       |
| 3   | Fresh Blood            | The Compass              | This Land Is Your Land     |
| 4   | The River              | The Witchfinder          | The Storm                  |
| 5   | Plastic                | The Dinner Party         | The House of Enlightenment |
| 6   | Silk                   | The Truth About Unicorns | The Lowlands               |
| 7   | The Lavender Road      | The Queen’s Speech       | God Thunder                |
| 8   | House of Enlightenment | Rock-a-Bye               | I See You                  |

Phần 3 cũng là phần cuối của TV series này.

## Cốt truyện

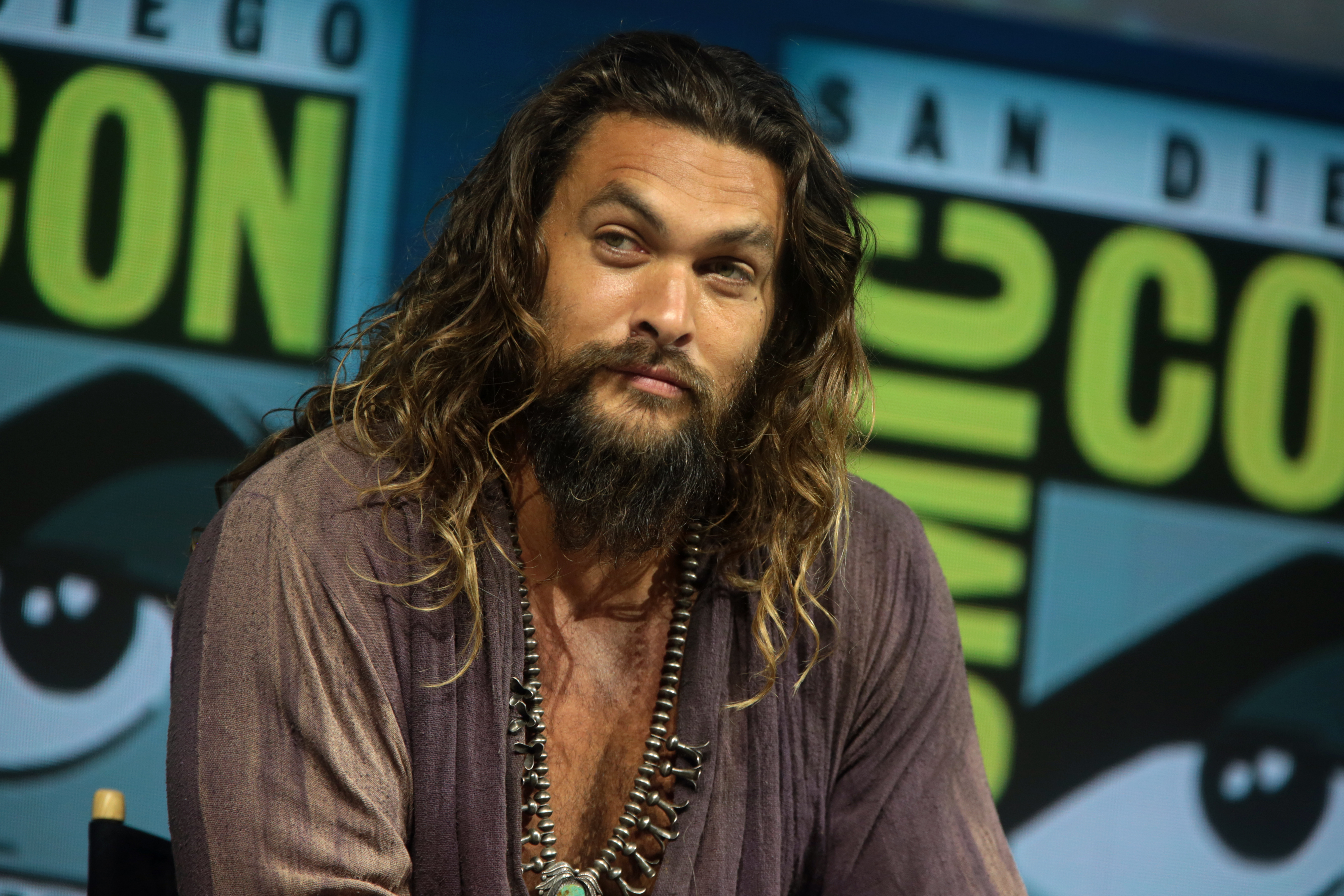
Jason Momoa trong vai Baba Voss, thủ lĩnh bộ lạc Alkenny.

### Mùa 1
Tương lai tăm tối
See lấy bối cảnh tương lai hậu tận thế. Vào cuối thế kỷ 21, loài người gặp phải chiến tranh và một loại dịch bệnh làm chết hàng tỷ người, chỉ còn khoảng 2 triệu người sống sót nhưng tất cả họ đều bị mù. Nền văn minh nhân loại bị xóa sổ gần như hoàn toàn.
500 năm sau đó, thị giác chỉ còn là truyền thuyết và được cho là dị giáo. Những người nhắc đến thị giác bị cho là phù thủy và sẽ bị thiêu sống, tuy nhiên con người đã phát triển khứu giác, xúc giác và trực giác đến mức xuất chúng để tiếp tục tồn tại trong một thế giới hoang dã. Họ sống thành các bộ lạc, với những chiến binh có khả năng đặc biệt là khứu giác (khứu nhân), Shadow (người có khả năng di chuyển không gây tiếng động) và trực giác (dự cảm sư).
Người được chọn Jerlamarel

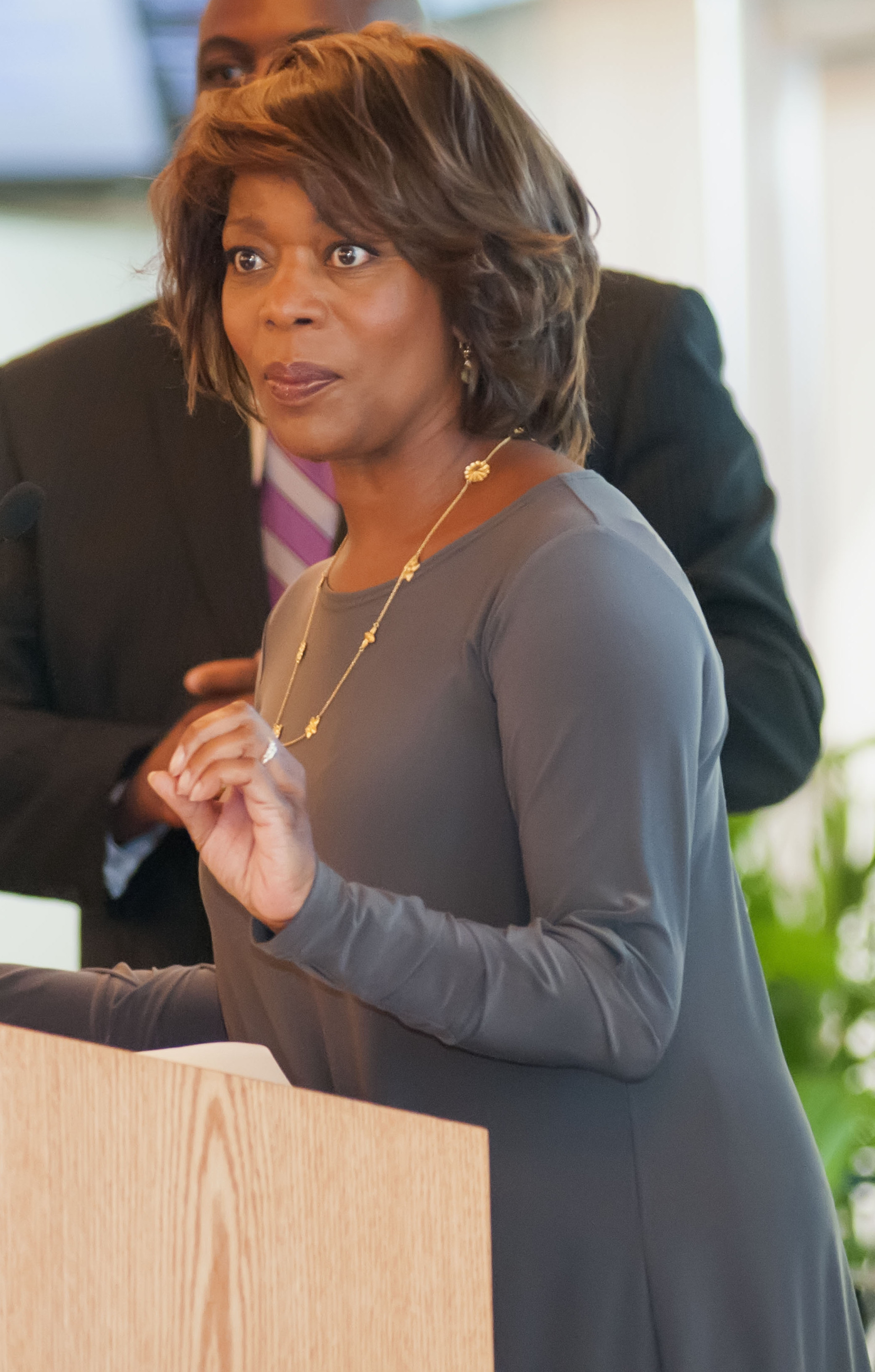
Alfre Woodard trong vai Paris, trưởng lão bộ lạc Alkenny.

Tồn tại trên lưu vực sông Mississippi, Hoa Kỳ là vương quốc Payan, đứng đầu là nữ hoàng Sibeth Kane. Trong kinh đô Kanzua của Payan, xuất hiện 1 người có thị giác đầu tiên sau suốt 500 năm, tên là Jerlamarel. Nữ hoàng Kane đã yêu anh ta, nhưng Jerlamarel lại yêu công chúa Maghra (em gái nữ hoàng), họ cùng nhau bỏ trốn. Nữ hoàng Kane tức giận phái Tamacti Jun - thủ lĩnh quân Witchfinder (tầm phù thủy - một đội quân chủ lực của Payan chuyên truy lùng dị giáo và phù thủy) đi tìm kiếm Jerlamarel, quân Witchfinder tiêu diệt tất cả các bộ lạc họ nghi ngờ giấu Jerlamarel.
Công chúa Maghra bị lạc trong một trận bão tuyết, khi đó cô đã mang thai. Maghra được Baba Voss (thủ lĩnh của bộ tộc Alkenny) cứu sống. Do Baba Voss không thể có con, ông lấy Maghra làm vợ và nhận con của cô làm con của mình. Maghra sinh 1 cặp trai gái và chúng đều có thị giác. Một kẻ phản bội trong bộ lạc phát hiện Maghra mang thai con của Jerlamarel, đã báo tin của Wichfinder, Baba Voss đưa bộ tộc đi qua cây cầu mà Jerlamarel đã làm từ trước đến một vùng đất mới. Jerlamarel yêu cầu Baba Voss đặt tên cặp sinh đôi là Haniwa (đứa con gái) và Kofun (đứa con trai), đồng thời đưa cho Baba Voss 1 tập sách dặn sẽ cho chúng đọc sách khi lên 6 tuổi.
Nhà Khai sáng
17 năm sau, Haniwa và Kofun đã trưởng thành, nhờ sách của Jerlamarel, chúng biết đọc, biết viết, chế tạo vũ khí và nung nấu khát khao xây dựng thế giới mới. Witchfinder tìm được đến nơi ở mới của bộ lạc Alkenny, giết sạch bộ lạc, chỉ có cặp sinh đôi, Baba Voss, trưởng lão Paris, Maghra và 1 shadow tên là Bow Lion sống sót trốn thoát trên 1 chiếc bè tự chế. Baba Voss nghe theo sự quyết định của cặp sinh đôi, đưa chúng đến Nhà Khai sáng của Jerlamarel ở hạ lưu sông Mississippi.
Chỉ có Haniwa và Kofun được phép đi vào Nhà Khai sáng, nơi đây là một nhà tù cũ với một nhà máy phát điện chạy bằng than, cùng 1 thư viện mà Jerlamarel đã tích nhặt sách vở suốt 20 năm. Jerlamarel nhận thấy chỉ có duy nhất ông có thị giác và tự coi mình là Người được chọn - kết nối Ánh sáng đến với nhân loại một lần nữa, do đó Jerlamarel đã sinh nhiều đứa con với các phụ nữ ở nhiều bộ lạc khác nhau và đưa chúng về Nhà Khai sáng khi chúng trưởng thành. Kofun cảm thấy xa lạ khi phải ở chung với một người cha lạ lẫm và không phục với tư tưởng tự nhận mình là Chúa của Jerlamarel, Jerlamarel sau đó cống nạp Haniwa cho Trivantes (quốc gia đã bảo vệ ông khỏi nữ hoàng Kane). Kofun phản đối thì Jerlamarel muốn giết Kofun, may mắn thay Baba Voss cứu được Kofun, chọc mù mắt Jerlamarel và cùng Kofun lên đường cứu Haniwa.
Vương quốc Payan
Tại kinh đô Kanzua (vốn là một đập thủy điện khổng lồ), dòng tộc Kane trở thành chúa tể do họ sở hữu các tua bin thủy điện tạo ra năng lượng. Tôn giáo của họ là thờ "Ngọn lửa thiêng" (tức Mặt Trời). Vì đổ hết quốc khố vào truy lùng Jerlamarel (hay đúng hơn nữ hoàng Kane khao khát có những đứa con có thị giác), giới quý tộc Payan muốn đảo chính lật đổ cô. Nữ hoàng Kane đã cho chặn dòng xả nước của con đập, trốn đi với một tì nữ và một lính gác. Con đập bị vỡ, toàn bộ dân chúng Kanzua bị giết chết. Nữ hoàng Kane sau đó bị một gã Thợ cắt tơ tằm bắt và đòi tiền chuộc từ Witchfinder.

Maghra gặp Witchfinder và xưng danh phận công chúa của mình, Baba Voss không tìm thấy Maghra, nghĩ vợ mình đã chết. Thủ lĩnh Witchfinder Tamacti Jun tìm và giết được gã thợ cắt, cứu được nữ hoàng, nhưng phát hiện ra Kanzua đã bị phá hủy, gia đình mình đã bị giết chết, lo sợ binh lính nổi dậy, ông yêu cầu nữ hoàng thoái vị, nhưng nữ hoàng đã dùng kế để Boots (một đứa con sáng mắt khác của Jerlamarel) giết Tamacti Jun và giấu nhẹm việc kinh thành đã bị phá hủy.

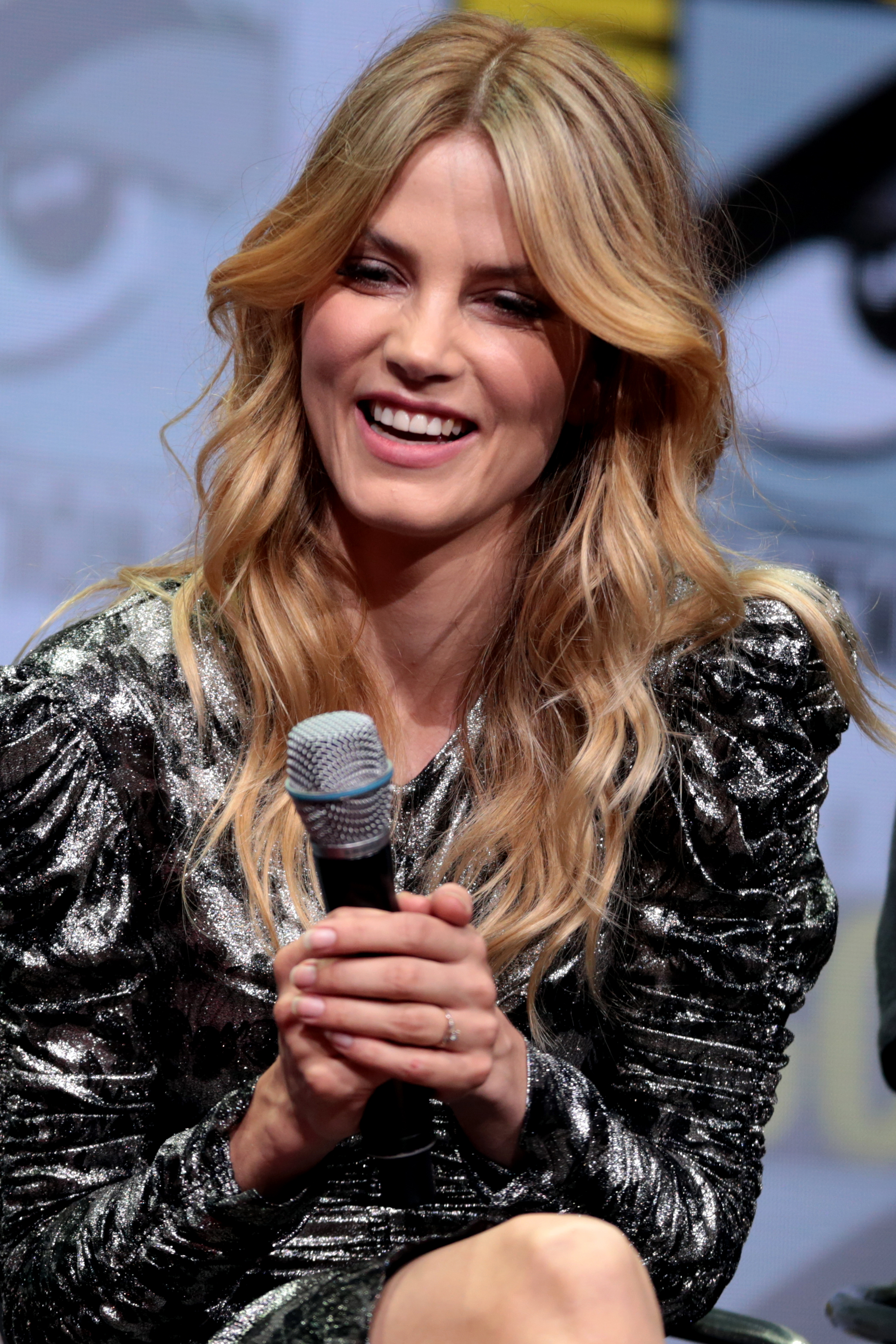
Sylvia Hoeks trong vai nữ hoàng Sibeth Kane của vương quốc Payan.

### Mùa 2
Trong mùa 2, Baba Voss giao Kofun cho bà Paris, một mình cứu Haniwa tại Trivantes. Trivantes nằm ở phía tây và là thù địch với Payan, được lãnh đạo bởi Hội đồng Tam giác và Tổng tư lệnh Edo Voss (em trai Baba Voss và hận thù Baba vì cho rằng Baba đã giết chết cha của họ). Edo bắt sống được Baba. Haniwa bị canh giữ bởi Wren (một nữ tướng thân cận của Edo). Wren cũng là người sáng mắt, nhưng không phải con của Jerlamarel, cha mẹ ruột của Wren đều mù. Wren nảy sinh tình cảm đồng tính với Haniwa, thả cô cùng Baba, họ cũng giải cứu Tamacti Jun (chỉ huy quân tầm phù thủy, người tưởng chừng đã chết ở mùa 1). Tamacti Jun nói Maghra còn sống và vợ Baba thực ra là công chúa của Payan.
Về phần Jerlamarel, hắn bắt các con mình đọc sách y thuật để chữa mắt nhưng vô hiệu, đơn giản vì thiếu máy móc. Edo Voss nhận ra điều này và chặt đầu Jerlamarel do hết giá trị, bắt những đứa trẻ sáng mắt về Trivantes.
Nữ hoàng Kane cùng công chúa Maghra đến Pennsa (thành phố lớn nhất của Payan, nơi thuộc về lãnh chúa Harlan). Nữ hoàng Kane bắt Maghra nói dối rằng chính Trivantes đã tấn công và phá hủy Kanzua. Mụ sau đó có một bài phát biểu trước dân chúng, phong Pennsa làm thủ đô mới và nói rằng mình đang mang thai một đứa trẻ sáng mắt (là sản phẩm gian díu với Boots), đồng thời tuyên bố những người sáng mắt không còn là phù thủy và sẽ không còn bị săn đuổi và thiêu sống ở Payan.
Lãnh chúa Harlan sau đó biết được nữ hoàng Kane mới là người đánh sập Kanzua. Nữ hoàng nhanh trí bịt miệng hắn bằng việc gả Maghra cho Harlan. Maghra miễn cưỡng phải chấp nhận. Kofun được tầm phù thủy Toadd đứa về đoàn tụ với mẹ, nói rằng Haniwa còn kẹt lại Trivantes, Maghra nhờ Harlan yêu cầu em trai ruột giải cứu Haniwa. Nhưng không may, em trai của Harlan bị Trivantes phát giác và chặt đầu. Nữ hoàng Kane bị sảy thai, bà giết Boots để che giấu. Sau đó mụ gạ gẫm loạn luân với chính cháu trai mình - Kofun và có thai.
Nhóm ba người Haniwa, Baba cùng Tamacti Jun gặp lại Paris (người được bảo vệ bởi hai thành viên nữ của hội La Bàn - nhóm chiến binh bảo vệ những đứa trẻ sáng mắt). Paris tiết lộ rằng chính bà đã nuôi dưỡng Jerlamarel từ nhỏ. Về Pennsa, Baba Voss thất vọng khi biết vợ mình đã lấy người khác. Tamacti Jun tập hợp quân tầm phủ thủy, lột trần sự thật về nữ hoàng Kane, phế truất mụ và đưa Maghra lên ngôi. Maghra giam chị mình cho đến khi mụ sinh con. Bà Paris không may bị mụ cắt cổ trong một lần khám thai.
Trivantes bị cáo buộc phá hủy Kanzua, hai nước nổ ra chiến tranh. Do bất lợi về quân số, Baba Voss cùng quân Payan dùng kế lừa quân Trivantes vào một hồ nước đóng băng và làm chúng chết đuối, qua đó Trivantes thua trận. Baba ngộ sát Edo, trước khi chết, Baba nói ra sự thật rằng ông buộc phải giết cha khi cha ông bắt Baba giết Edo. Wren bị bắt sống, nhưng Haniwa đã bí mật thả Wren.
Cuối mùa 2, những đứa con sáng mắt của Jerlamarel đã chế thành công một loại bom có sức công phá lớn, được Tormada - chỉ huy mới của quân Trivantes rất hài lòng.

### Mùa 3

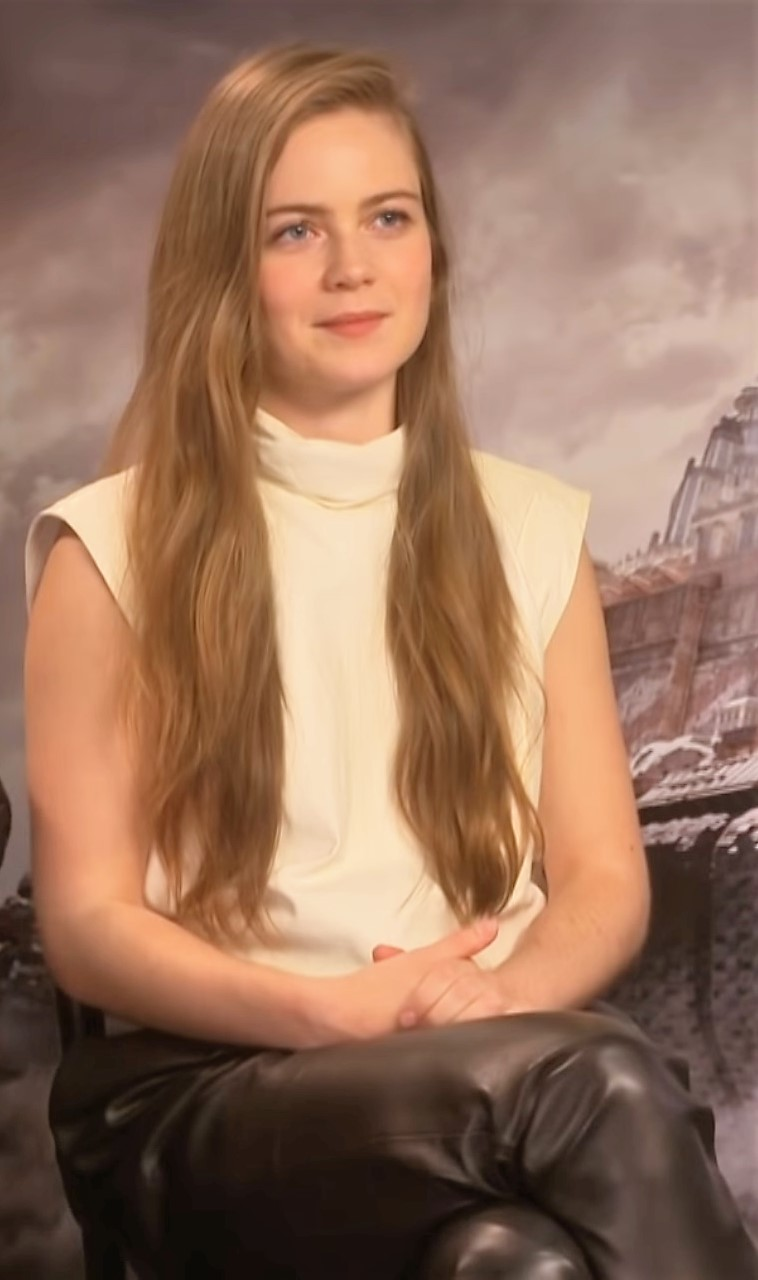
Hera Hilmar - người đóng vai nữ hoàng Maghra của Payan.

Sibeth Kane sinh ra đứa con loạn luân với cháu mình, tuy nhiên Kofun chưa thể chấp nhận đứa bé. Wren sau khi được Haniwa thả sau ở mùa 2, trở về chỉ huy một đơn vị quân Trivantes dẹp loạn trong nước. Tormada dẫn theo Oloman - con trai Jerlamarel - người phát minh ra thuốc nổ ở mùa trước - đánh bom giết sạch phe nổi loạn khiến Wren kinh ngạc.
Tham vọng của Tormada là giết Baba Voss, chinh phục Payan và nhiều vùng đất khác.
Tại Payan, tàn quân Tầm phù thủy kêu gọi người dân đối nghịch lại chính sách chấp nhận người sáng mắt của nữ hoàng, họ vẫn thiêu sống những người bị nghi là sáng mắt. Tamacti Jun - cựu chỉ huy quân Tầm phù thủy cũ giờ đã chấp nhận người sáng mắt, mặc dù đánh bại thủ lĩnh của phe sùng đạo (Lucien), yêu cầu chúng thôi làm loạn nhưng bất thành.
Sứ giả của Trivantes - Trovere, yêu sách bắt Payan giao ra nữ hoàng cũ - Sibeth Kane - vì ả là người đặt điều Trivantes phá hủy kinh đô cũ Kanzua. Sau nhiều lần lưỡng lự, Maghra cuối cùng cũng đồng ý. Nhưng Kofun không muốn con mình mất mẹ, nên bí mật giấu Sibeth dưới hầm.
Quân của Tormada phát hiện ra chỗ ở của Baba Voss (đau buồn do vợ mình đã lấy người khác, Baba sau chiến thắng ở hồ nước đóng băng và giết Edo Voss, ông đã bỏ đi). Bow Lion lao ra định giết Tormada nhưng bị mìn nổ chết. Tormada tưởng Baba đã chết, nhưng ông may mắn sống sót và quay về cảnh báo Maghra về những quả bom.
Đứa con của Sibeth được Maghra giữ, nhưng Kofun chết lặng khi phát hiện đứa bé vẫn bị mù chứ không hề sáng mắt như mình. Sibeth sau khi biết sự thật này đã bỏ lại đứa bé và trốn khỏi kinh đô. Sống khổ sở trong rừng, mụ sống sót kỳ diệu sau khi bị một con rắn đuôi chuông tấn công. Mụ sau đó tìm đến đám tàn quân Tầm phủ thủy của Lucien. Bằng chiêu trò "thao túng tâm lý", Sibeth thuyết phục được chúng phụng sự ả với giấc mộng đòi lại ngai vàng.
Lo sợ những quả bom sẽ giết rất nhiều người, Wren giải thoát Oloman và muốn anh ta huỷ hết số bom, nhưng Oloman bị giết sau đó, Wren chạy thoát về Payan nói với Baba và Maghra về vũ khí khủng khiếp.
Baba, 2 đứa con (Kofun, Haniwa), Wren và vợ chồng Ranger - 1 người bạn của ông đi phá hủy đống bom và giải cứu những đứa con sáng mắt của Jerlamarel tại Nhà Khai Sáng. Chúng bị quân Trivantes bắt lao động khổ sai ở đây. Đại sứ Trivantes (Trovere) và lãnh chúa Harlan cũng đi đến Trivantes.
Tuy nhiên Trovere đã bí mật câu kết với The Bank Nevla (1 người trong "Hội đồng tam giác" lãnh đạo Trivantes) và Tormada, Harlan bị giữ làm tù binh. Tormada và Nevla đảo chính giết toàn bộ Hội đồng tam giác để tiếm quyền, thực hiện tham vọng chiến tranh.
Nhóm Baba giải thoát thành công những đứa con sáng mắt của Jerlamarel, nhưng quân của Tormada vẫn mang được số bom đến biên giới Payan cùng với máy bắn đá. Harlan giết Trovere và tự giải thoát bản thân. Cả bọn nhanh chóng quay về Payan chuẩn bị chiến đấu. Trước khi đi, Baba và Kofun đốt hết sách vở tại Nhà Khai Sáng khiến Haniwa tiếc nuối những tri thức đã mất. Nhưng đám trẻ nói chúng còn nhiều nơi lưu trữ sách khác.
Quân Tầm phù thuỷ nổi loạn giết hết các lãnh chúa của Payan trong 1 cuộc họp tại Pennsa, khiến Maghra tức giận trực tiếp truy lùng chúng. Quân của Sibeth bắt được Tormada cùng số bom. Ả muốn một liên minh cùng trị vì với Tormada. Lucien can ngăn Sibeth rằng Tormada không đáng tin thì bị ả giết chết.
Nhóm Baba Voss quyết định đi đường tắt để nhanh chóng trở về Pennsa, không may Harlan và Haniwa bị tộc ăn thịt người bắt. Harlan đã hi sinh thân mình để cứu sống Haniwa. Kofun trong lúc cưỡi ngựa về báo tin thì bị quân của Sibeth mai phục tóm gọn. Quân Sibeth không kích thành phố, mụ thả Kofun để nhắn Maghra đầu hàng và thoái vị. Tuy nhiên họ tìm thấy 1 tấm bản đồ đường hầm giúp Maghra cùng toàn bộ người dân trốn khỏi Pennsa để đến Altoona (1 thành phố khác trong vương quốc). Baba cùng người bạn Ranger ở lại lên kế hoạch giết Sibeth.
Sibeth phát hiện ra người dân đã trốn đi. Mụ điên cuồng dội bom, làm đường hầm dưới đất sập, buộc người dân trở lại thành phố. Maghra phải đến doanh trại Trivantes xin hàng. Tuy nhiên cô lợi dụng sơ hở giết được Sibeth. Tamacti Jun cùng quân đội 2 bên xông vào chiến đấu. Ranger giết được Tormada. Baba thì quyên sinh đập nổ toàn bộ số bom.
Chiến tranh kết thúc - Thế giới mới được xây dựng với sự trở lại của thị giác
The Bank Nevla hiện là người lãnh đạo Trivantes, chấp thuận hòa bình với Maghra nhưng yêu cầu cấm thị giác. Haniwa rất tức giận. Tacmati Jun thì tin rằng người có thị giác vẫn sẽ phát triển mạnh mẽ. Haniwa kết hôn với Wren và rời bỏ Payan đến nơi ở của những người sáng mắt, xây dựng thế giới mới.
Kofun biết rằng người dân sẽ không chấp nhận 1 vị vua sáng mắt, anh quyết định tự huỷ đi đôi mắt và nối ngôi mẹ mình.

## Diễn viên và nhân vật

### Nhân vật chính
- Jason Momoa trong vai Baba Voss, thủ lĩnh bộ lạc Alkenny.
- Alfre Woodard trong vai Paris, trưởng lão bộ lạc Alkenny.
- Sylvia Hoeks trong vai nữ hoàng Sibeth Kane của vương quốc Payan.
- Hera Hilmar vai nữ hoàng Maghra, mẹ của Kofun và Haniwa, đồng thời là vợ Baba Voss.
- Christian Camargo trong vai Tamacti Jun, "tầm phù thủy" - Witchfinder của Payan.
- Archie Madekwe trong vai Kofun, con trai Jerlamarel và Maghra, người có thị giác.
- Nesta Cooper trong vai Haniwa, con gái Jerlamarel và Maghra, người có thị giác.
- Yadira Guevara-Prip trong vai Bow Lion, 1 shadow, người có khả năng di chuyển không gây tiếng động.
- David Hewlett vai Tormada (mùa 3), nhà khoa học và lãnh đạo quân đội của Trivantes.
- Tom Mison vai lãnh chúa Harlan (mùa 2–3).

### Nhân vật phụ
- Mojean Aria trong vai Gether Bax, kẻ phản bội của bộ tộc Alkenny.
- Luc Roderique trong vai Arca, chiến binh trung thành với Baba Voss.
- Tantoo Cardinal trong vai The Dreamer - dự cảm sư, trưởng lão tộc Alkenny, mẹ của Bow Lion.
- Marilee Talkington trong vai Souter Bax, dì của Gether Bax.
- Lauren Glazier trong vai Nyrie, hầu gái thân cận của nữ hoàng Kane.
- Franz Drameh trong vai Boots, con trai của Jerlamarel với một người phụ nữ bộ lạc khác.
- Timothy Webber vai Gã Thợ Cắt, một người buôn bán tơ lụa và chủ nô.
- Olivia Cheng trong vai Charlotte, một nữ chiến binh bảo vệ Paris và Baba Voss trong mùa 2.
- Eden Epstein trong vai Wren, một trung úy thông minh và đầy tham vọng của quân đội Trivantes, thân tín của Edo Voss. (mùa 2)
- Tom Mison trong vai Lãnh chúa Harlan, người cai trị thành phố Pennsa.
- Dave Bautista trong vai Edo Voss, em trai của Baba Voss, Tổng tư lệnh của quân đội Trivantes (mùa 2).
- Trieste Kelly Dunn vai Đại sứ Trovere (mùa 3), đồng thời là tình nhân của lãnh chúa Harlan.
- Dean Jagger vai Lucien Bray (mùa 3), lãnh đạo tàn quân Tầm phù thủy bất tuân Nữ hoàng.

### Diễn viên khách mời
- Joshua Henry trong vai Jerlamarel, người đầu tiên có thị giác, cha đẻ Kofun, Haniwa, Boots, Oloman, ...

## Đánh giá
See được đánh giá tích cực trên Rotten Tomatoes với 41% dựa trên 44 đánh giá, tỷ lệ trung bình là 4,95 / 10.